# Nestbaum
Nestbaum ist ein Weiler der Gemeinde Aichstetten im Landkreis Ravensburg in Baden-Württemberg. 

## Geografie
Der Ort liegt circa dreieinhalb Kilometer nordwestlich von Aichstetten und ist über die Kreisstraße 7924 zu erreichen.

## Geschichte
Nestbaum wurde 1675 erstmals erwähnt. Der Ort gehörte zur Herrschaft Waldburg-Wurzach. 
Im Zuge der Gemeindegebietsreform in Baden-Württemberg wurde am 1. Juli 1971 Nestbaum als Ortsteil der ehemaligen Gemeinde Altmannshofen nach Aichstetten eingemeindet.